# Julius Caesar
Gaius Julius Caesar viết theo người La Mã là Gaivs Ivlivs Caesar (tiếng Latinh: [ˈɡaːiʊs ˈjuːliʊs ˈkae̯sar]; 12 tháng 7 năm 100 TCN – 15 tháng 3 năm 44 TCN) là một vị tướng và chính khách người La Mã. Là thành viên của Chế độ tam hùng lần thứ nhất, Caesar đã lãnh đạo quân đội La Mã trong cuộc Chiến tranh xứ Gallia trước khi đánh bại Pompey trong một cuộc nội chiến và cai trị Cộng hòa La Mã với tư cách là nhà độc tài từ năm 49 TCN cho đến khi bị ám sát vào năm 44 TCN. Ông đóng vai trò quan trọng trong các sự kiện dẫn đến sự sụp đổ của Cộng hòa La Mã và sự trỗi dậy của Đế chế La Mã.
Vào năm 60 TCN, Caesar, Crassus và Pompey đã cùng nhau thành lập Chế độ tam hùng lần thứ nhất, một liên minh chi phối nền chính trị La Mã trong vài năm. Những nỗ lực nhằm tích lũy quyền lực của họ với tư cách là người thuộc phe Đại chúng (Populare) đã bị những người theo phe Quý tộc (Optimate) phản đối trong Viện nguyên lão La Mã, trong đó có cả Cato Trẻ với sự hỗ trợ thường xuyên của Cicero. Caesar đã vươn lên trở thành một trong những chính trị gia quyền lực nhất tại Cộng hòa La Mã thông qua một chuỗi các chiến thắng quân sự tại cuộc Chiến tranh xứ Gallia, hoàn thành vào năm 51 TCN, mở rộng đáng kể lãnh thổ La Mã. Trong khoảng thời gian này, ông vừa xâm lược nước Anh vừa xây dựng một cây cầu bắc qua sông Rhine. Những thành công này và với sự hỗ trợ từ đội quân thiện chiến của mình đã đe dọa làm lu mờ vị thế của Pompey, người đã hậu thuẫn với Viện Nguyên lão sau cái chết của Crassus vào năm 53 TCN. Sau khi Chiến tranh xứ Gallia kết thúc, Viện Nguyên lão ra lệnh cho Caesar từ chức chỉ huy quân sự và trở về Rome. Vào năm 49 TCN, Caesar công khai thách thức Viện Nguyên lão bằng việc vượt sông Rubicon và tiến về Rome với tư cách người dẫn đầu một đội quân. Điều này dẫn đến cuộc nội chiến Caesar, mà ông đã giành chiến thắng, mang lại cho ông một vị trí có quyền lực và ảnh hưởng gần như tuyệt đối vào năm 45 TCN.
Sau khi nắm quyền kiểm soát chính phủ, Caesar bắt đầu thực hiện một chương trình cải cách xã hội và chính phủ, bao gồm cả việc tạo ra lịch Julius. Ông đã trao quyền công dân cho nhiều cư dân sống ở các vùng xa xôi của Cộng hòa La Mã. Ông khởi xướng cải cách ruộng đất và hỗ trợ các cựu binh. Ông tập trung hóa bộ máy quan chức của nền Cộng hòa và được xưng tụng là "nhà độc tài trọn đời" (dictator perpetuo). Những cải cách theo chủ nghĩa dân túy và độc tài của ông đã khiến giới tinh hoa tức giận, những người bắt đầu âm mưu chống lại ông. Vào ngày 15 tháng 3 năm 44 TCN, Caesar bị ám sát bởi một nhóm thượng nghị sĩ nổi loạn do Brutus và Cassius cầm đầu, những người này đã đâm chết ông. Một loạt các cuộc nội chiến mới nổ ra và chính phủ hợp hiến của nước Cộng hòa không bao giờ được khôi phục hoàn toàn. Cháu trai và là người thừa kế của Caesar Octavian, sau này được gọi là Augustus, đã lên nắm quyền sau khi đánh bại các đối thủ của mình trong cuộc nội chiến cuối cùng của Cộng hòa La Mã. Octavian củng cố quyền lực của bản thân, và kỷ nguyên của Đế chế La Mã bắt đầu.
Caesar là một nhà văn và nhà sử học cũng như là một chính khách tài ba; phần lớn cuộc đời ông được biết đến từ những lời kể của chính ông về các chiến dịch quân sự của mình. Những nguồn khác bao gồm các bức thư và bài phát biểu của Cicero, các tác phẩm lịch sử của Sallust. Các tác phẩm tiểu sử sau này về Caesar của Suetonius và Plutarch cũng đều là những nguồn quan trọng. Caesar được nhiều sử gia coi là một trong những nhà chỉ huy quân sự vĩ đại nhất trong lịch sử. Tên của ông sau đó được xem như đồng nghĩa với từ "Hoàng đế"; tước hiệu "Caesar" đã được sử dụng trong suốt thời kỳ Đế chế La Mã, gián tiếp hình thành nên nhiều biệt hiệu hiện đại như Kaiser và Sa hoàng. Ông thường xuyên xuất hiện trong những tác phẩm văn học và nghệ thuật, đồng thời quan điểm chính trị của ông, được gọi là Chủ nghĩa Caesar, đã truyền cảm hứng cho các chính trị gia hiện đại.

## Cuộc đời

### Thời trẻ
Caesar sinh trong một gia đình quý tộc thuộc thị tộc Julia, tự xưng là hậu duệ của Iulus, con của hoàng tử Aeneas thành Troia và thần tình yêu Venus. Về cái tên Ceasar, sử gia Pliny Già giải thích tên Ceasar có lẽ bắt đầu từ một tổ tiên nào đó của Ceasar đã được sinh mổ (mổ César, từ nguyên caesus hay caedere có nghĩa là cắt hay mổ trong tiếng La Tinh), nhưng trong suốt một thời gian dài tới tận thế kỷ 12 người ta vẫn hay hiểu lầm rằng Caesar được sinh mổ; nhưng không đúng Ceasar không phải người đầu tiên mang tên này và là vì vào lúc bấy giờ, người ta chỉ thực hiện các ca sinh mổ trên cơ thể phụ nữ đã chết, trong khi mẹ của Caesar sống rất lâu sau khi ông ra đời. Còn bộ sử Historia Augusta thì chép ba cách giải thích: có thể Ceasar có một vầng trán cao với nhiều tóc (tiếng La Tinh: caesaries), hoặc có thể ông có mắt xám sáng (oculis caesiis), hoặc là ông giết được voi (caesai trong tiếng Moor) trên chiến trận.
Dù cho có một nguồn gốc và địa vị hoàn hảo, dòng tộc Julii-Caesares không giàu có lắm so với mức bình thường của các gia đình quý tộc La Mã khác. Không thành viên nào trong gia đình Caesar làm được điều gì nổi bật vào thời gian này, mặc dù thế hệ cha của Caesar đã phục hồi phần nào sự thịnh vượng của gia tộc. Cha của Caesar, cũng được gọi là Gaius Julius Caesar, đã làm tới chức thống đốc Asia thuộc La Mã, có lẽ bởi vì sự ảnh hưởng của Gaius Marius, anh hùng chiến tranh và một nhà chính trị nổi bật lúc bấy giờ, người đã cưới chị của cha Caesar, Julia. Mẹ của Caesar, Aurelia Cotta, là con gái của một gia đình có uy thế đã có rất nhiều người làm tới chức quan Chấp chính tối cao. Cả gia đình ông sống trong một căn nhà khiêm tốn tại vùng Subura, một khu vực nghèo lân cận La Mã, nơi mà Marcus Antonius Gnipho, một nhà hùng biện đồng thời là một nhà văn phạm đến từ xứ Gaule, được mướn làm thầy dạy học cho Caesar. Ngoài Caesar, gia đình ông còn có hai con gái đều được gọi là Julia. Vài điều ít ỏi này được ghi nhận là tuổi thơ của Caesar. Bản tiểu sử về Caesar của Suetonius và Plutarch bắt đầu vào tuổi thiếu niên của Caesar. Những điều trước đó đã không tìm thấy một sự ghi chép nào.
Caesar trưởng thành trong thời kỳ hỗn loạn của La Mã. Cuộc chiến tranh Đồng Minh giữa La Mã và các đồng minh của họ (91 – 88 TCN) nổi lên vì sự tranh cãi về quyền của công dân La Mã. Khi mà vua Mithridates VI xứ Pontos đe dọa các tỉnh phương đông của La Mã; thì ở trong nội bộ, La Mã bị chia rẽ thành hai phe: Phe Quý tộc (Optimate), phe mà muốn giữ quyền hành thống trị cho các quý tộc, và phe Đại chúng (Populare), phe muốn ngay lập tức sự chia sẻ quyền lực rộng rãi hơn thông qua quyền bầu cử trực tiếp.
Chú Marius của Caesar là một người thuộc phe Đại chúng; còn đối thủ của ông Lucius Cornelius Sulla là một người thuộc phe Quý tộc. Cả hai nổi lên trong Chiến tranh Đồng Minh, và cả hai đều muốn chỉ huy cuộc chiến tranh chống lại vua Mithridates VI, điều mà ban đầu được giao cho Sulla; nhưng khi Sulla rời La Mã để chỉ huy lực lượng của mình, một Hộ Dân quan La Mã (Tribunus plebis) thông qua một bộ luật trao lại quyền lực cho Marius, nó như thông điệp cho Sulla rằng ông ta sẽ không thể rời khỏi doanh trại của mình mà còn sống. Sulla bèn tiến quân về Rôma và buộc Marius phải lưu vong. Tuy nhiên khi Sulla quay trở lại cuộc chiến của mình, một đồng minh của ông, Lucius Cornelius Cinna, chiếm lấy Rôma và công khai tuyên bố Sulla là "một kẻ thù của xã hội". Lực lượng của Marius trả thù những người theo Sulla rất tàn bạo. Marius chết ở năm 84 TCN nhưng phe cánh của ông ta vẫn còn rất mạnh.
Năm 84 TCN cha của Caesar chết bất ngờ khi đang mang giày vào một buổi sáng, và ở tuổi 16 Caesar trở thành người chủ gia đình. Những năm tiếp theo, Caesar được đề bạt cho chức Flamen Dialis (Thầy trưởng tế của Jupiter), chức vụ mà Lucius Cornelius Merula, người tiền nhiệm, đã bị sát hại trong cuộc thanh trừng của Marius. Và sau khi được giữ chức này Caesar không những trở thành một quý tộc "đích thực" mà còn cưới con gái của một quý tộc. Ông bội hôn ước của mình với Cossutia, con gái của một gia đình giàu có mà ông được hứa hôn từ thời niên thiếu, và cưới con gái của Cinna là Cornelia.
Sau khi buộc vua Mithridates VI phải ký kết hòa ước, Sulla quay trở lại để kết thúc cuộc nội chiến với quân của Marius. Sau một chiến dịch khắp Italia, Sulla cuối cùng cũng tiêu diệt hoàn toàn quân Marius ở Trận Cổng Colline vào  năm 82 TCN. Bởi vì cả hai quan chấp chính đều đã chết, Sulla bóng gió gợi ý Viện Nguyên lão đưa ông ta lên nắm chức Người đứng đầu lâm thời, chức vụ này sẽ có quyền lực tuyệt đối như là một nhà độc tài (dictator). Viện Nguyên lão dễ dàng chấp nhận điều này thông qua một cuộc bỏ phiếu mở rộng và Sulla được cử làm một Nhà độc tài để xây dựng luật pháp và ổn định hiến pháp (dictator legibus faciendis et reipublicae constituendae causa). Sau khi lên nắm quyền, Sulla bắt đầu một chuỗi những cuộc thanh trừng đẫm máu những kẻ thù chính trị của mình. Tượng của Marius bị gỡ bỏ. Cinna thì bị binh lính của mình giết trong một cuộc nổi loạn. Caesar vì là cháu trai của Marius và con rể của Cinna, bị tước bỏ quyền thừa kế, của hồi môn của vợ mình và chức giáo sĩ của mình, nhưng ông từ chối ly dị Cornelia và buộc phải bỏ trốn. Mối đe dọa đối với ông chỉ bị bãi bỏ khi gia đình của mẹ ông, dòng họ Cottae (người giúp đỡ Sulla) và những Trinh nữ Vestal, can thiệp. Sulla miễn cưỡng chấp nhận, và mọi người nói rằng Sulla nói ông ta thấy "quá nhiều Marius trong Caesar".

### Tham gia quân đội và thành tựu ban đầu

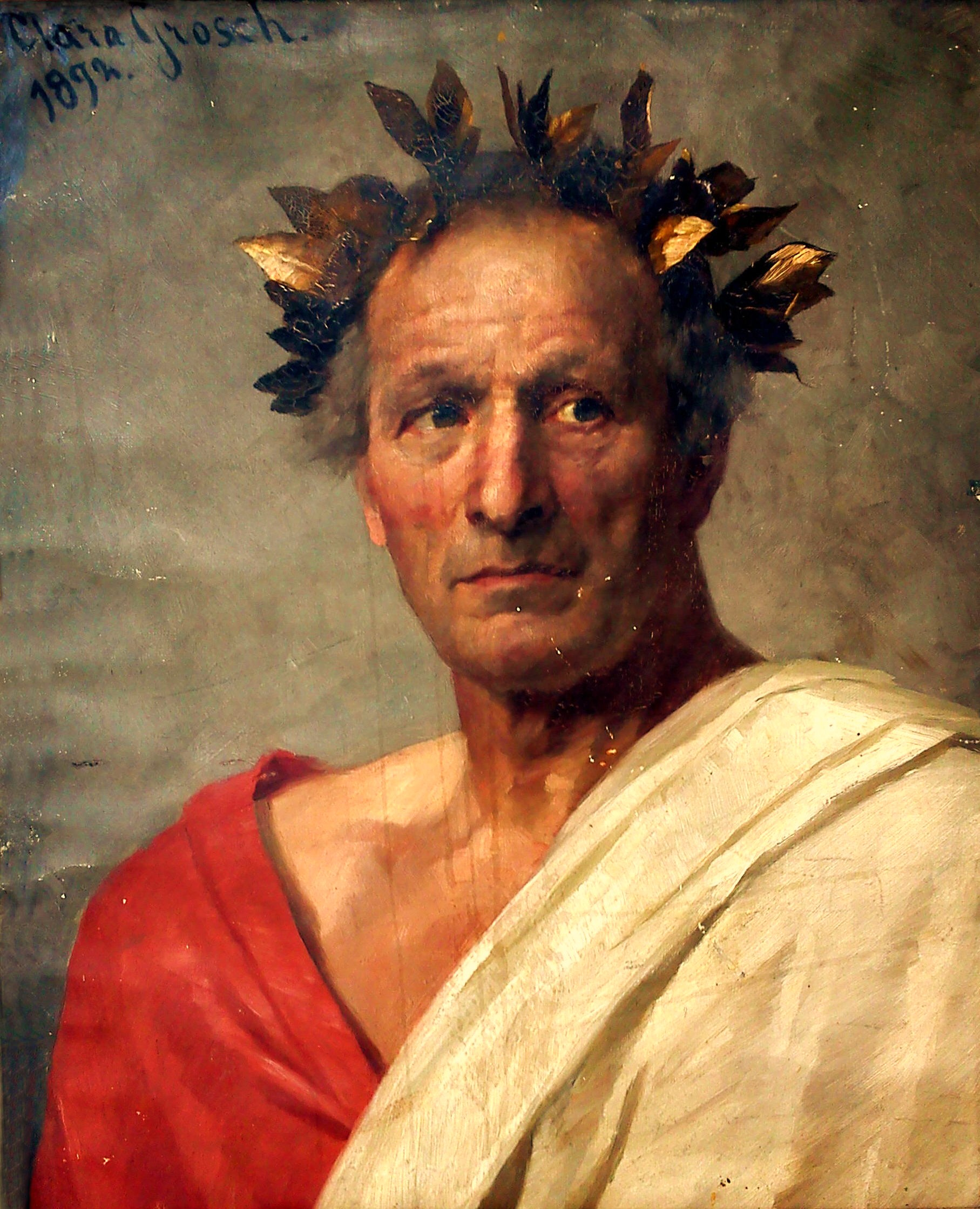
Julius Caesar qua nét vẽ của Clara Grosch. (1892)

Việc Caesar mất chức thầy tế đã giúp ông có thể đeo đuổi sự nghiệp quân sự: chức Flamen Dialis không được cho phép để cưỡi hoặc chạm vào một con ngựa, ngủ ba đêm ngoài không trên giường hoặc một đêm ngoài La Mã, hoặc đứng đầu một lực lượng quân đội. Caesar không quay trở lại Rome, ông gia nhập quân đội phục vụ dưới quyền của Marcus Minucius Thermus ở Tiểu Á. Trong một nhiệm vụ đi sứ ở Bithynia để đảm bảo sự giúp đỡ từ hạm đội của vua Nicomedes, Caesar ở lại lâu đến nỗi làm xuất hiện tin đồn về "tình yêu" của ông với nhà vua, điều mà Caesar kiên quyết bác bỏ nhưng cứ đeo đẳng ông suốt cuộc đời. Mặt khác, ông vẫn có được thành tựu trong sự nghiệp phục vụ quân đội của mình; Caesar giành được Corona Civica – một vòng nguyệt quế vinh dự và là giải thưởng xếp hàng thứ hai của Quân đội La Mã - vì trong cuộc bao vây Mytilene, ông đã cứu mạng một người lính khác. Cùng với sự hiện diện của Viện Nguyên lão, nếu Caesar đeo vòng nguyệt quế khi ở ngoài công cộng tất cả mọi người sẽ phải đứng lại và tung hô ông. Caesar còn phục vụ trong quân đội của Servilius Isauricus ở xứ Cilicia trong một thời gian ngắn.
Về Sulla, sau hai năm quyền hành tuyệt đối, đã hành động không giống bất cứ một độc tài nào trước đó: ông giải tán quân đội của mình, thiết lập lại chính quyền trực thuộc Viện Nguyên lão và bãi bỏ chế độ độc tài. Và để hợp pháp hóa quyền lực của mình, Sulla đã chịu một cuộc bầu cử và ông đã được bầu làm Chấp chính tối cao vào năm 80 TCN. Ngoài ra, Sulla còn không đem theo vệ sĩ và đi lại không cần bảo vệ. Sulla còn đề nghị công khai mọi hành động của mình với mọi công dân La Mã. Caesar sau này đã chế nhạo: "Sulla không biết gì về chính trị". Sau nhiệm kỳ thứ hai, Sulla về hưu và trở về với ngôi nhà ở duyên hải của mình để viết hồi ký cũng như tự cho phép mình tận hưởng một cuộc sống riêng tư. Ông qua đời hai năm sau đó, đám tang của ông rất to lớn và không đám tang của ai có thể so sánh được cho đến đám tang của Augustus năm 14 CN.
Năm 78 TCN, khi nghe tin Sulla chết, Caesar cảm thấy đây là thời điểm an toàn để trở về La Mã. Ông trở về cùng lúc với một cuộc bạo loạn chống Sulla của Marcus Aemilius Lepidus, nhưng Caesar do thiếu sự tin tưởng với sự lãnh đạo của Lepidus, đã không cùng tham gia. Tại Rôma, ông biện hộ và chứng minh sự vô tội của một người tên là Cornelius Dolabella. Ông được biết đến với tài hùng biện xuất sắc, hình thành bởi một giọng nói đầy sức thuyết phục và tài diễn tả gây say mê, tố cáo những kẻ cầm quyền tồi tệ và thối nát lúc bấy giờ. Một nhà hùng biện lớn khác Cicero đã từng bình luận: "Ai có tài nói hay hơn Caesar?". Để hoàn chỉnh kỹ năng của mình, Caesar đã đến đảo Rhodes năm 75 TCN để học tập với sự chỉ bảo của nhà giáo nổi tiếng Apollonius Molon, người thầy dạy của Cicero.
Khi đi qua biển Aegea, Caesar bị hải tặc vùng Cilicia bắt cóc. Trong khi bị hải tặc giam cầm, Caesar vẫn giữ một thái độ đẳng cấp trên. Theo như lời kể của Plutarch, khi bọn hải tặc nói với Caesar rằng chúng sẽ đòi tiền chuộc ông là 20 talent bạc, Caesar cười to và bảo ông đáng giá ít nhất 50 talent (12.000 miếng bạc). Sự kiện này được đem làm một dẫn chứng cho sự tự tin của Caesar ngay cả khi sống trong nguy hiểm, làm giảm đi khả năng bị giết hại của ông. Ngoài ra Caesar còn tham gia và làm việc như một thủy thủ hải tặc, và nhanh chóng tỏ ra mình không mấy lo lắng khi chửi rủa một chút, khi bọn hải tặc tỏ ý không hài lòng và muốn từ chối ông. Sau khi được chuộc, Caesar tập hợp một hạm đội, tiến công và bắt giữ bọn hải tặc. Khi chính quyền Tiểu Á xét xử bọn hải tặc nhưng Caesar không hài lòng, nhà sử học Plutarch có viết trong tác phẩm của mình: "Caesar tự đề ra hình phạt, ông đến Pergamum, bắt bọn hải tặc ra khỏi tù, và đóng đinh toàn bộ, như là lời cảnh báo của ông khi ông còn ở trên đảo, điều mà bọn hải tặc cứ cho là ông đùa".

### Chức vị Pontifex Maximus và công cuộc cầm quyền ở Hispania
Khi trở về thành La Mã, ông được bầu làm Hộ Quân quan (Tribunus militum), là bước đầu trong sự nghiệp chính trị của ông. Vào năm 69 trước Công nguyên, ông được cử làm Quan coi quốc khố (Quaestor), và trong năm đó ông đọc bài văn tế dì ông là Julia. Người vợ ông là Cornelia cũng qua đời vào năm đó. Sau khi mai táng cho vợ, vào mùa xuân hoặc là đầu mùa hạ năm 69 TCN, Julius Caesar đến Hispania để thực hiện nhiệm kỳ quan coi quốc khố của mình. Theo các nhà sử học Suetonius và Cassius Dio, trong thời gian này ông có chiêm bao thấy mình quan hệ tình dục với mẹ ruột của mình, cũng giống như vua Oedipus trong thần thoại Hy Lạp. Đây là một chuyện kỳ lạ vì xảy ra đúng lúc vợ ông mất, làm cho ông vô cùng ngỡ ngàng. Theo Suetonius, khi Caesar rất ngạc nhiên và vời một nhà giải mộng đến hỏi, ông này cho rằng thực chất người mẹ trong giấc mộng này là Mẹ Trái Đất - người mẹ chung của tất cả mọi người, và cho thấy ông sẽ làm bá chủ thế giới, cũng như Alexandros Đại đế khi xưa. Tuy nhiên, theo Plutarch thì giấc mơ "bất hợp pháp" này lại diễn ra ít lâu trước sự kiện Caesar vượt sông Rubicon vào năm 49 TCN, dù Plutarch không có kể về một lời giải mộng nào cả.
Vào năm 63 TCN, Quintus Caecilius Metelleus Pius, người được Sulla chỉ định làm Đại Giáo chủ (Pontifex Maximus) chết. Ngay lập tức Caesar ra tranh cử. Ông chạy đua với hai đối thủ rất mạnh, Quintus Lutatius Catulus và Publius Servilius Vatia Isauricus. Mặc dù có nhiều lời tố cáo gian lận từ mọi phía, Caesar vẫn chiến thắng. Cuộc bầu chọn Đại Giáo chủ là một bước rất quan trọng trong sự nghiệp của Caesar. Chức vụ Giáo chủ chịu trách nhiệm về quốc giáo của La Mã, nó vừa có cả quyền lực về chính trị lẫn tôn giáo và việc trúng cử chức này đã đặt một nền móng vững chắc cho Caesar trong xã hội và sự nghiệp sau này của ông.
Năm 62 TCN, Caesar được bầu chọn làm Trưởng quan (Praetor). Người ta kể rằng ông đã đến trước tượng đài vua Alexandros Đại đế trong miếu thờ thần Hercules tại Cadiz. Ông rơi nước mắt và nói: "Có ai biết rằng tôi đau buồn vì ở độ tuổi của tôi, Alexandros đã làm vua của biết bao dân tộc trong khi tôi chưa lập công danh gì để đời?" Chính từ sự kiện này, các nhà sử học thường so sánh sự nghiệp của Alexandros Đại đế và Caesar. Sau nhiệm kỳ Trưởng quan, Caesar được giao quyền (Đại Trưởng quan (Propraetor) cai trị vùng Ngoại Iberia (Hispania Ulterior, vùng đông nam Tây Ban Nha ngày nay), một vài nguồn khác chép rằng ông giữ quyền ngang với một quan Thống đốc (Proconsul). Vì lúc này Caesar đang nợ nần rất nhiều, ông phải tìm cách đối phó với các chủ nợ trước khi có thể được họ cho phép rời đi. Ông tìm tới Marcus Licinius Crassus, người đàn ông giàu nhất Rôma, và được Crassus giúp đỡ bằng cách trả một ít nợ cũng như bảo lãnh cho những khoản khác. Đổi lại Caesar ủng hộ Crassus trong xung đột giữa ông này với Pompey. Và để tránh bị truy tố vì nợ nần, Caesar nhanh chóng đi tới tỉnh mình quản lý trước khi nhiệm kỳ Trưởng quan kết thúc và ông trở thành thường dân, đồng thời mất luôn quyền miễn tố dành cho một Trưởng quan. Tại Tây Ban Nha, ông chinh phục thành công hai bộ lạc, và được binh lính của mình tôn vinh là Impedator (Tướng quân vĩ đại), một danh hiệu dành cho các lãnh tụ quân sự xuất sắc của La Mã thời Cộng hòa. Sau đó, Caesar cải cách lại đạo luật liên quan tới việc nợ nần và kết thúc nhiệm kỳ Đại Trưởng quan trong sự giàu có và thành công lớn.
Về danh hiệu Impedator, đây là một điều kiện cần để một người có thể yêu cầu Viện Nguyên lão tổ chức một cuộc diễu dành chiến thắng Triump dành cho mình, tuy nhiên khi này Caesar lại muốn ứng cử cho chức Chấp chính tối cao (Consul), chức vụ có quyền lực lớn nhất trong nền Cộng hòa. Tuy nhiên, để ứng cử thì Caesar phải giải ngũ và trở lại làm thường dân trong khi đó việc diễu binh chỉ dành riêng cho người trong quân đội. Điều này có nghĩa Caesar không thể vừa ứng cử và vừa diễu hành chiến thắng vào Rôma. Ban đầu, Caesar đòi được ứng cử vắng mặt (in absentia) nhưng Cato Trẻ bác bỏ đề nghị này. Phải lựa chọn giữa cuộc diễu hành và việc ứng cử chức consul, Caesar chọn việc ứng cử chức quan.

### Nhiệm kỳ chấp chính và Tam Đầu chế thứ nhất

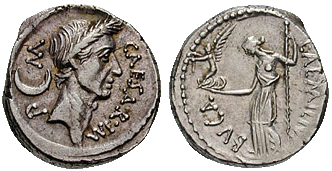
Một đồng denarius với hình họa Julius Caesar, được đúc vào khoảng tháng 2 hoặc tháng 3 năm 44 TCN; mặt sau là nữ thần Venus, tay nâng nữ hoàng chiến thắng Victoria và một thanh quyền trượng.

Năm 60 TCN, Caesar bắt đầu ứng cử chức Chấp chính tối cao (Consul) năm 59 TCN cùng với hai ứng cử viên khác. Cuộc bầu cử này được đánh giá là đầy gian trá, ngay cả người nổi tiếng liêm khiết là Cato Trẻ cũng dựa vào việc hối lộ để giúp đỡ một đối thủ của Caesar. Kết quả là Caesar được bầu chọn làm quan Chấp chính tối cao của Cộng hòa La Mã bởi Hội nghị Centuriate (Centuriate Assembly). Chấp chính thứ hai được bầu đồng thời là kẻ thù chính trị của Caesar, Marcus Calpurnius Bibulus, một người thuộc phe Quý tộc và là con rể của Cato Trẻ.
Caesar bắt đầu tìm đồng minh chính trị cho mình, và ông đã tìm ra. Vị tướng giỏi nhất lúc bấy giờ, Gnaeus Pompeius Magnus (hay Pompey) vừa thất bại trong việc đấu tranh với Viện Nguyên lão giành đất trồng trọt cho những cựu binh lính của ông ta. Một cựu Chấp chính Marcus Licinius Crassus, người giàu nhất La Mã lúc đó, đang gặp rắc rối với khách hàng, và viên quan thu thuế đang muốn gia tăng nguồn thu và ngoài ra Caesar cũng đang mắc nợ về mặt chính trị với ông này. Pompey và Crassus cần có quyền lực của Caesar, còn Caesar cần uy tín của Pompey và tiền của Crassus. Và cả ba người bắt tay thành lập một nhóm Tam đầu chế (Triumvirātus). Vì Crassus và Pompey đã có xung đột với nhau từ trước, Caesar tìm cách hàn gắn hai người này lại. Và để bảo đảm cho mối quan hệ đồng minh này, Pompey cưới con gái duy nhất của Caesar, Julia. Đồng thời Caesar cũng tái hôn, lần này là với Calpurnia, con gái một Nguyên lão quyền lực.
Tam Đầu chế được công chúng biết đến khi Caesar đề ra dự luật phân phối lại đất công cho người nghèo, một dự luật sẽ có ảnh hưởng lớn, và được Crassus và Pompey công khai ủng hộ. Để bộ luật được thông qua, phe của Caesar sẵn sàng dùng đến bạo lực: Pompey tụ tập binh lính của mình đầy đường phố Rôma, một hành động nằm trấn áp các đối thủ chính trị của Tam đầu chế. Quan chấp chính đồng cấp Bibulus âm mưu gây khó dễ cho Caesar khi Bibulus tuyên bố ông thấy những điềm xấu và tìm cách vô hiệu hóa dự luật của Caesar. Tuy nhiên, những người ủng hộ có vũ trang của phe Tam đầu chế đã đuổi Bibulus khỏi khu vực của chính quyền Forum Romanum: ông này bị ném phân vào người, hai vệ sĩ lictor thì bị bẻ gãy búa hiệu, còn hai quan magistrate hộ tống thì bị thương. Quá sợ cho tính mạng của mình, Bibulus trốn về nhà và sau đó chỉ lâu lâu tuyên bố mình thấy điềm xấu. Những hành động này thì chẳng có tác dụng gì mấy trong hoạt động lập pháp của Caesar, đến nỗi những người La Mã châm biếm sau đó đã gọi năm này là "năm của Julius và Caesar", mà lẽ ra là "năm của Caesar và Bibulus" như cách người La Mã hay đặt tên cho năm theo tên của hai quan chấp chính được bầu chọn năm đó.

### Cuộc chinh phạt xứ Gaule và Tam đầu chế thứ nhất sụp đổ

Cuộc chiến chinh phạt xứ Gaule

Vốn là ngay sau khi được bầu làm Chấp chính, nhóm Quý tộc kẻ thù của Caesar tìm cách hạn chế ảnh hưởng của ông bằng cách chỉ định cho ông quản lý những tỉnh nghèo và kém ảnh hưởng nhất của La Mã, những tỉnh "chỉ có rừng rú với đồng cỏ" để Caesar không được chỉ huy một đội quân lớn nào cả. Với sự trợ giúp của các thành viên nhóm Tam Đầu chế và nhiều đồng minh chính trị khác, Ceasar lật ngược tình thế này và ông được cử làm thống đốc Cisalpine Gaul (bắc Ý), Illyria (bờ biển của Dalmatia), và sau đó là thêm Transalpine Gaul (miền nam nước Pháp ngày nay) với nhiệm kỳ và quyền miễn tố được ấn định đến 5 năm, dài hơn so với nhiệm kỳ thông thường trước đó. Khi nhiệm kỳ chấp chính của ông kết thúc, Ceasar xém nữa là bị truy tố bởi các hành động mờ ám trong thời gian tại vị, và ông vội vã đi đến nhậm chức tại các tỉnh mình đã được giao.
Khi này thì Caesar vẫn còn mắc nợ rất nhiều, với chức Thống đốc thì tiền chỉ có thể kiếm bằng hai cách là tiến hành các hoạt động phi pháp hoặc tiến hành chiến tranh. Caesar có được tổng cộng bốn binh đoàn Legio dưới quyền và lãnh địa mà ông cai trị tiếp giáp với nhiều vùng chưa được chinh phạt và các khu vực đầy bất ổn của xứ Gaule. Cũng trong thời gian này các bộ lạc Gaule đồng minh của La Mã bị các bộ lạc Gaule và German kẻ thù đánh bại trong trận Magetobriga, và người La Mã lo sợ nhóm các bộ lạc hiếu chiến này sẽ lại di cư về phía nam nên Caesar lập thêm hai binh đoàn nữa và chủ động tấn công đánh bại các bộ lạc này.
Các bộ lạc khác của xứ Gaule thấy vậy bèn bắt đầu tự vũ trang cho chính mình, Caesar cho rằng đây là những hành động gây hấn nên ông bắt đầu tiến hành cuộc chiến tranh mà sau này được gọi là cuộc chinh phạt xứ Gaule (gồm nước Pháp ngày nay, phần lớn của Thụy Sĩ và Bỉ, một phần nước Đức, nối liền vùng đất cực tây Châu Âu từ Đại Tây Dương tới sông Rhein). Sau một vài trận đánh không phân thắng bại trước liên minh các bộ tộc xứ Gaule, ông lần lượt đánh bại từng bộ lạc riêng rẽ. Cùng thời gian này, một binh đoàn Legio của Caesar bắt đầu tiến hành chinh phạt miền Bắc xứ Gaule, khu vực xung quanh eo biển Manche, đối diện trực tiếp với xứ Britain (nước Anh ngày nay).
Ghen ghét trước những thành công và lợi ích mà Caesar đem về cho La Mã, những người cùng chức vị trở nên không ưa Caesar, đặc biệt là những phe bảo thủ, những người cho rằng Caesar đang muốn làm một ông vua và điều này khiến La Mã rơi vào rối loạn. Năm 56 TCN, các thành viên Tam đầu chế gặp nhau tại hội nghị Lucca và đạt được thỏa thuật kéo dài liên minh này. Thỏa thuận này được hiện thực hóa khi vào năm 55 TCN, Pompey và Crassus được bầu làm Chấp chính tối cao và họ giữ lời với Caesar bằng cách giao chức Tổng đốc cho Caesar trong 5 năm tiếp theo nữa, đó là hành động lớn cuối cùng của Tam đầu chế. Cuộc chinh phạt khu vực miền Bắc xứ Gaule trong thời gian này cũng cơ bản là hoàn tất, tuy rằng vẫn còn một vài khu vực tiếp tục kháng cự. Việc này và hành động cuối cùng của Tam đầu chế thứ nhất và cũng là cơ sở để Caesar dòm ngó xứ Britain.
Năm 55 TCN, Caesar đánh bại một cuộc tiến công của hai bộ lạc German vào xứ Gaule rồi nhân đó ông cho bắt cầu vượt sông Rhine tiến vào xứ German nhằm ra uy trước khi rút về và phá hủy cây cầu này. Ngày 26 tháng 8 năm 55 TCN, Ceasar viện cớ xứ Britain trợ giúp kẻ thù của ông là bộ lạc Veneti ở vùng Bretagne, ông vượt biển tiến đánh xứ Britian. Vì những hạn chế về thông tin tình báo, nên sau vài thành công ở gần bờ biển ông lại rút về xứ Gaule để tránh đông... Năm 54 TCN Caesar chuẩn bị kỹ hơn và với một lực lượng lớn hơn đã tấn công xứ Britain lần 2; khi này ông tiến sâu được vào đất liền, lập được vài liên minh trước khi phải rút về Gaule do biến loạn xuất phát từ việc mất mùa năm đó. Từ sau lần rút lui này, Caesar không quay trở lại xứ Britain lần nào nữa.
Cùng năm 54 TCN, con gái của Caesar, Julia, chết khi sinh con. Crassus thì bị giết khi đang tiến hành các cuộc chinh phạt của mình ở xứ Parthia. Không có cả Crassus lẫn Julia, Pompey ngả hẳn về phe Quý tộc. Vẫn ở Gaule, Caesar tìm cách cứu vãn mối quan hệ với Pompey bằng cách đề nghị Pompey lấy một trong những cháu gái của mình, nhưng Pompey từ chối. Thay vào đó Pompey cưới Cornelia Metella, con của Metellus Scipio, một trong những kẻ thù lớn nhất của Caesar. Tam đầu chế thứ nhất chính thức cáo chung.
Dù thực sự sức mạnh quân sự của người La Mã rất lớn, nhưng chia rẽ nội bộ trong các bộ lạc xứ Gaule cũng có vai trò quan trọng không kém trong các chiến thắng dễ dàng của Caesar. Vì điều này, một vị vua xứ Gaule tên là Vercingetorix đã tìm cách thống nhất các bộ lạc khi ông tiến hành nổi dậy chống La Mã năm 52 TCN, nhưng đã quá trễ dù ông có đánh bại Caesar được vài trận. Cùng năm, Caesar sử dụng chiến thuật bao vây rồi tiêu diệt liên minh của người Gaule ở trận đánh Alesia, buộc Vercingetorix phải đầu hàng. Dù sau đó sự kháng cự vẫn lẻ tẻ nổ ra, nhưng xứ Gaule về cơ bản là đã bị bình định.
Caesar ghi lại toàn bộ các chiến dịch của mình trong Commentarii de Bello Gallico (Bản báo cáo về cuộc chinh phạt xứ Gaule). Sát cánh cùng ông trong cuộc chiến này bao gồm người anh em họ Lucius Julius Caesar và Marcus Antonius, Titus Labienus, và Quintus Tullius Cicero. Theo Plutarch và các bản ghi chép lại của các học giả Brendan Woods thì kết quả của cuộc chiến này là: tổng cộng 800 thành thị bị chinh phục; 300 bộ lạc bị xóa sổ; Caesar chiến đấu chống lại 3 triệu người xứ Gaule, trong đó 1 triệu người bị bán làm nô lệ và 1 triệu người chết trận. Các sử gia cổ đại có lẽ hơi thái quá, nhưng cuộc chinh phạt xứ Gaule của Caesar chắc chắn là cuộc xâm lăng quân sự lớn nhất và thành công nhất kể từ thời Alexandros Đại đế. Chiến thắng của Caesar thì bền vững hơn là của Alexandros: xứ Gaule không bao giờ khôi phục lại nhận dạng văn hóa Celt của nó, không bao giờ có cuộc bạo loạn dân tộc chủ nghĩa nào, và trung thành với chính quyền La Mã cho tới khi Đế quốc La Mã sụp đổ vào năm 476. Đồng thời, thắng lợi vang dội này gia tăng uy thế của Caesar.

### Cuộc nội chiến La Mã

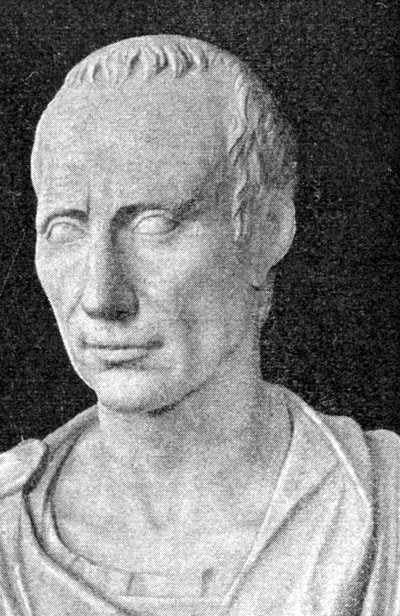
Tượng bán thân Caesar tại bảo tàng Vatican, Italia

Năm 50 TCN, Viện Nguyên lão, đứng đầu là Pompey, ra lệnh cho Caesar giải tán quân đội và trở về La Mã với lý do nhiệm kỳ của ông tại Gaule đã kết thúc. Không những vậy, họ còn cấm Caesar ra ứng cử chức Chấp chính. Trước tình hình này, Caesar nghĩ ông sẽ bị vu oan và cách ly ra khỏi đời sống chính trị nếu ông quay trở lại La Mã mà không có sự bảo trợ bởi một quan chấp chính hoặc sức mạnh của đội quân trung thành với ông. Thêm vào đó, Pompey còn buộc tội Caesar là "không phục tùng" và "âm mưu tạo phản".
Vào ngày 10 tháng 1 năm 49 TCN, Caesar vượt qua sông Rubicon (khoảng biên giới Ý) với duy nhất một binh đoàn lính Lê dương La Mã (Legio XIII) của mình và phát động nội chiến. Người ta tin rằng, trong khi vượt qua Rubicon, Caesar có nói "Alea iacta est" (The die is cast - Con súc sắc đã được ném). Tháng 1 thường là thời điểm khó khăn để đưa một đội quân ra ngoài sa trường, do đó các kẻ thù của Caesar khiếp vía khi hay tin này.
Phe Quý tộc, bao gồm Mettelus Scipio và Cato Trẻ, chạy về miền Nam, không biết rằng Caesar chỉ có Binh đoàn Legio XIII theo ông. Thực chất, quân chủ lực của ông hãy còn trấn thủ ở miền Bắc dãy Anpơ. Caesar truy kích Pompey tới Brindisium, với hy vọng khôi phục lại mối quan hệ đồng minh với Pompey. Nhưng Pompey lẩn tránh Caesar. Thay vì tiếp tục truy kích Pompey, Caesar đến ở Hispania và nói: "Ta đến đây trước là để đánh với một quân đội không người lãnh đạo, sau là đánh một lãnh đạo không có quân đội". Để Marcus Aemilius Lepidus giữ La Mã, Mark Antony quản lý Ý, Caesar tiến hành một cuộc hành quân 27 ngày nổi tiếng tại Hispania, nơi ông tiêu diệt đội quân chủ lực của Pompey. Sau đó, Caesar đông tiến, tấn công Pompey ở Hy Lạp, nơi mà vào ngày 10 tháng 7 năm 48 TCN, Caesar đã khôn khéo tránh được thất bại và giành phần thắng về mình. Tuy lực lượng của Pompey mạnh hơn lực lượng của ông về mọi mặt (gần gấp ba lần số bộ binh và nhiều hơn đáng kể số kỵ binh), Caesar vẫn giành được chiến thắng quyết định qua một trận đánh rất ngắn ở Pharsalus năm 48 TCN. Lợi thế nghiêng về ông do rất ít Nghị sĩ phe Pompey còn sống sót sau trận chiến quyết định này.
Ở La Mã, Caesar nắm quyền lực tuyệt đối và được cử làm Dictator (có quyền lực như một nhà Độc tài), Mark Antony làm chỉ huy quân lính cho ông. Như một động thái chính trị, Caesar chấp nhận bỏ quyền hành độc tài của mình sau bảy ngày và trúng cử nhiệm kỳ Chấp chính thứ hai cùng với Publius Servilius Vatia Isauricus. Ông tiếp tục truy kích Pompey đến Alexandria, nơi Pompey bị ám sát bởi một viên quan của Pharaoh Ptolemaios XIII Theos Philopator đang trị vì. Caesar sau đó dính vào cuộc nội chiến giành quyền lực của nội bộ Alexandria giữa Ptolemaios và Nữ hoàng Ai Cập Cleopatra VII - chị gái, vợ và nữ hoàng cùng cai trị với vua Ptolemaios XIII. Có lẽ vì vai trò của Ptolemaios trong vụ mưu sát Pompey, Caesar đứng về phía Cleopatra, người ta kể lại rằng Caesar đã rơi nước mắt khi viên quan thị thần của Ptolemaios dâng đầu của Pompey lên cho Caesar như là một món quà. Sau đó, Caesar tiêu diệt lực lượng của Ptolemaios và đưa Cleopatra lên nắm quyền. Cleopatra sau đó đã sinh cho Caesar một đứa con (không được thừa nhận nhưng các sử gia đều chắc chắn đó là con trai duy nhất của Caesar) Ptolemaios XV Caesar hay Caesarion ("Caesar nhỏ" hay "con của Caesar"). Sau đó Cleopatra có một lần cùng Caesar diễu hành vào La Mã.
Caesar và Cleopatra không bao giờ cưới nhau. Họ không thể làm như vậy vì luật của La Mã ràng buộc rằng chỉ có hai công dân La Mã mới được cưới nhau; trong khi Cleopatra là Nữ hoàng Ai Cập. Người ta tin rằng Caesar đã tiếp tục mối quan hệ với Cleopatra trong suốt cuộc hôn nhân cuối cùng của ông, cuộc hôn nhân này kéo dài 14 năm nhưng không có người con nào cả.
Sau khi trải qua những tháng đầu năm 47 TCN ở Ai Cập, Caesar đến Trung Đông, nơi ông tiêu diệt quân đội của vua Pharnaces II xứ Pontos trong trận Zela, buộc Pharnaces II phải bỏ chạy; thắng lợi của ông nhanh chóng và trọn vẹn đến nỗi ông đã ghi lại nó trong chỉ ba chữ: "Veni, Vidi, Vici" (Đã đến, đã thấy, đã chinh phục). Ghi nhận này trở nên bất hủ trong nền lịch sử quân sự. Sau đó Caesar đến Bắc Phi để giải quyết tàn quân của những người theo Pompey, ông nhanh chóng giành được thắng lợi ở Thapus trước lực lượng của Metellus Scipio (chết trận) và Cato Trẻ (tự sát). Nhưng con trai của Pompey, Gnaeus Pompeius và Sextus Pompeius; cùng với pháp quan, tướng cũ của Caesar Titus Labienus trốn đến Hispania. Caesar tiếp tục truy kích tàn quân chống đối còn lại và tiêu diệt họ ở Munda tháng 3 năm 45 TCN. Cùng thời gian này, Caesar được bầu làm Quan Chấp chính nhiệm kỳ ba (năm 46 TCN với Marcus Aemilius Lepidus) và nhiệm kỳ bốn (năm 45 TCN, không có người đồng nhiệm).

### Chế độ Độc tài La Mã
Caesar trở về Ý tháng 9 năm 45 TCN. Việc đầu tiên là Caesar viết di chúc, trong đó cháu trai của ông Gaius Octavianus là người thừa kế thứ nhất, sẽ kế thừa toàn bộ sự nghiệp (kể cả danh hiệu chức vị của Caesar) sau khi ông qua đời; nếu Octavianus chết trước Caesar, Marcus Junius Brutus sẽ là người thừa kế tiếp theo. Viện Nguyên lão bắt đầu tôn vinh Caesar. Mặc dù Caesar không thanh trừng các kẻ thù của ông mà lại tha thứ cho hầu như tất cả bọn họ, sự chống đối Caesar có vẻ như rất ít ỏi.
Những hoạt động thể thao và lễ hội lớn diễn ra vào ngày 21 tháng 4 hàng năm để vinh danh những thắng lợi của Caesar. Cùng với hoạt động đang diễn ra, Caesar được quyền mặc "Trang phục chiến thắng", gồm một chiếc áo choàng tím và một vòng nguyệt quế vinh quang trong mọi hoạt động của ông. Một dinh thự lớn đã được dựng lên bằng chi phí của thành La Mã, được dành cho Caesar dùng riêng. Danh hiệu "Nhà độc tài" của ông được công nhận và được ông sử dụng cho tới lúc chết. Một bức tượng ngà voi của Caesar được khiêng đi trong mọi lễ lạc tôn giáo. Các hình ảnh của Caesar cho thấy vào lúc này ông chải mái tóc phủ ra trước để che đậy tình trạng hói.
Một bức tượng khác của Caesar được đặt ở đền thờ Quirinus với dòng đề tặng "Dâng lên vị thần không thể bị đánh bại". Từ khi đền thờ Quirinus được xem như biểu tượng của người tìm ra và vị vua đầu tiên của thành La Mã, Romulus, sự kiện này chứng tỏ Caesar không chỉ có địa vị giống như một vị thần mà còn được so sánh công lao giống như vị vua đã xây dựng La Mã. Bức tượng thứ ba được đặt tại thủ dinh của La Mã cùng một hàng với bảy bức tượng vua La Mã và cùng với Lucius Junius Brutus, người đã đánh đuổi chế độ quân chủ ra khỏi La Mã. Và trong một hành động gây xôn xao nữa của Caesar, Caesar cho đúc tiền in hình ông. Đây là lần đầu tiên La Mã có đồng tiền kiểu này.

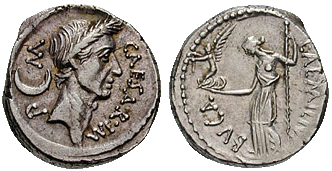
Caesar là người La Mã đầu tiên đúc tiền in hình mình

Khi Caesar quay trở lại La Mã vào tháng 10 năm 45 TCN, ông từ chức Chấp chính (nhiệm kỳ mà ông làm Chấp chính một mình) đưa Quintus Fabius Maximus và Gaius Trebonius lên thay ông. Hành động này làm Viện Nguyên lão tức giận vì nó hoàn toàn không đếm xỉa đến quyền bầu cử của chế độ Cộng hòa, nó được thực hiện chỉ bằng ý của riêng Caesar. Sau đó, Caesar tổ chức lễ diễu hành chiến thắng lần thứ 14, Viện Nguyên lão vẫn tiếp tục cổ vũ. Một đền thờ tên là Libertas được xây dựng cho Caesar, và ông nhận được tước vị "Người Giải phóng". Họ bầu chọn Caesar làm Chấp chính suốt đời, và cho phép ông giữ tất cả tước vị ông muốn, kể cả tước vị dành riêng cho người bình dân. Từ đây Caesar nắm quyền lực tuyệt đối cả về chính trị lẫn quân sự.
Ngoài ra, Caesar còn được quyền chỉ định quan tòa địa phương, mà trước đây thường là phải bầu cử. Mặc khác, ông còn quy định trách nhiệm các vị quan chức, chỉ định các chức vị ở các ngành ở các địa phương; điều mà trước đây phải được bốc thăm dưới sự phê duyệt của Viện Nguyên lão. Tháng sinh của Caesar, Quintilis, được đổi tên thành Julius; ngày sinh của ông 12 tháng 7 trở thành quốc lễ của La Mã. Một đền thờ và một nhóm thầy tế tên là Flamen Maior được thành lập để vinh danh gia tộc của Caesar.
Tuy nhiên, Caesar đã tiến hành một tiến trình cải cách để dẹp trừ tệ nạn xã hội. Ông thông qua một bộ luật cấm công dân La Mã từ 20 đến 40 tuổi rời Ý quá ba năm, trừ khi đang ở trong quân đội. Về lý thuyết, điều luật này của ông có thể giúp phát triển nông nghiệp và thương mại và ngăn chặn sự tha hóa ở bên ngoài. Nến một người thuộc giai cấp trên làm hại hoặc giết một người thuộc giai cấp thấp hơn, anh ta sẽ bị tịch thu toàn bộ tài sản. Caesar đã chứng tỏ rằng từ trong tâm ông vẫn quan tâm đến lợi ích cao nhất của quốc gia, ngay cả khi ông tin rằng mình là người duy nhất có khả năng điều hành nhà nước. Việc xóa 1/4 các khoản nợ chưa thanh toán, đã làm cho ông càng được dân chúng quý mến. Caesar điều tiết chặt chẽ việc mua lương thực có trợ giá của chính phủ. Ông nghiêm cấm các trường hợp đủ khả năng nhưng lại muốn tiếp cận nguồn lương thực được trợ giá này. Ông đã lập kế hoạch phân chia đất đai cho các cựu binh của mình, và kế hoạch thiết lập các thuộc địa trên khắp thế giới La Mã.
Một trong những cải cách có ảnh hưởng lâu dài và sâu rộng nhất của Caesar là cải cách về Lịch Julius: ông quy định một năm có 365 ngày và cứ 4 năm lại có một năm nhuận 366 ngày (bộ lịch này chỉ được sửa đôi chút bởi Giáo hoàng Gregory XIII rồi trở thành bộ lịch được dùng tới bây giờ). Để thực hiện cải cách này, có một năm (rất có thể tương ứng với năm 46 TCN) đã được kéo dài 445 ngày.
Ngoài ra, các công trình công cộng lớn đã được tiến hành. Caesar cho tu sửa lại La Mã – vốn đang là một đô thị ngổn ngang với các kiến trúc bằng gạch không mấy ấn tượng, thành phố đang rất cần được đổi mới. Bục diễn đàn bằng đá hoa cương đã được xây mới cùng với các tòa án và các khu chợ. Một thư viện công cộng dưới sự quản lý của Học giả vĩ đại Marcus Terentius Varro cũng đang được thi công. Tòa nhà của Viện Nguyên lão, Curia Hostilia, tuy vừa mới được sửa chữa, được bỏ để xây một tòa nhà mới tên là Curia Julia. Quảng trường Caesar cùng với đền thờ Venus được xây dựng. Thành phố Pomerium được mở rộng để cho phép sự phát triển dân số.
Tất cả những sự phô trương, hoàn cảnh, và tiền thuế bị tiêu xài quá mức đã làm một số thành viên của Viện Nguyên lão tức giận. Một trong những người này là người bạn thân thiết của Caesar, Marcus Junius Brutus.

### Âm mưu ám sát Caesar

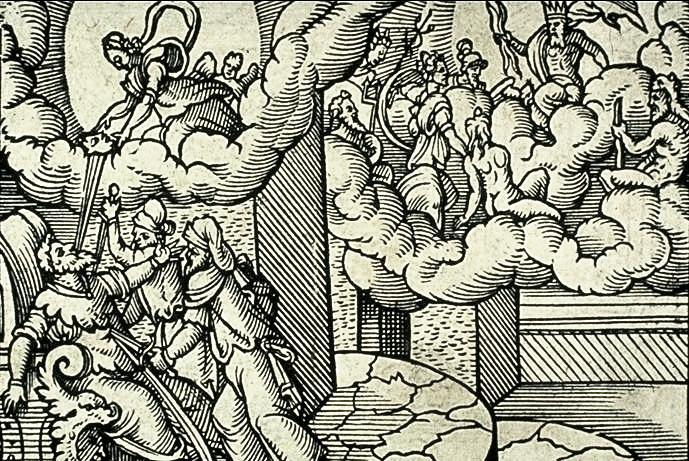
Tranh vẽ cổ: mưu sát Caesar

Ông đã được Viện Nguyên lão La Mã tôn vinh là Imperus Maximus Dalte Sum Romana (vị thống soái cao nhất của La Mã). Danh hiệu này khẳng định rằng ông là Praetori et Romanus, nghĩa là "Người bảo trợ cao nhất của La Mã" (sau này danh hiệu này được truyền cho Augustus).
Sử gia Plutarch ghi nhận rằng có một thời điểm, Caesar đã nói với Viện Nguyên lão rằng các vinh dự của ông cần được giảm bớt thay vì tăng lên, nhưng rồi đã rút lại quan điểm này để không trở nên có vẻ vô ơn. Ông được phong tặng tước vị Pater Patriae (người cha của đất nước). Ông được cử làm Thống lãnh Tối cao lần thứ ba; và được đề cử chức vị này trong liên tiếp chín nhiệm kỳ một năm, tổng cộng ông giữ chức này trong mười năm. Ông còn được giao quyền kiểm duyệt với vai trò người có đạo đức hoàn hảo (praefectus morum) trong ba năm.

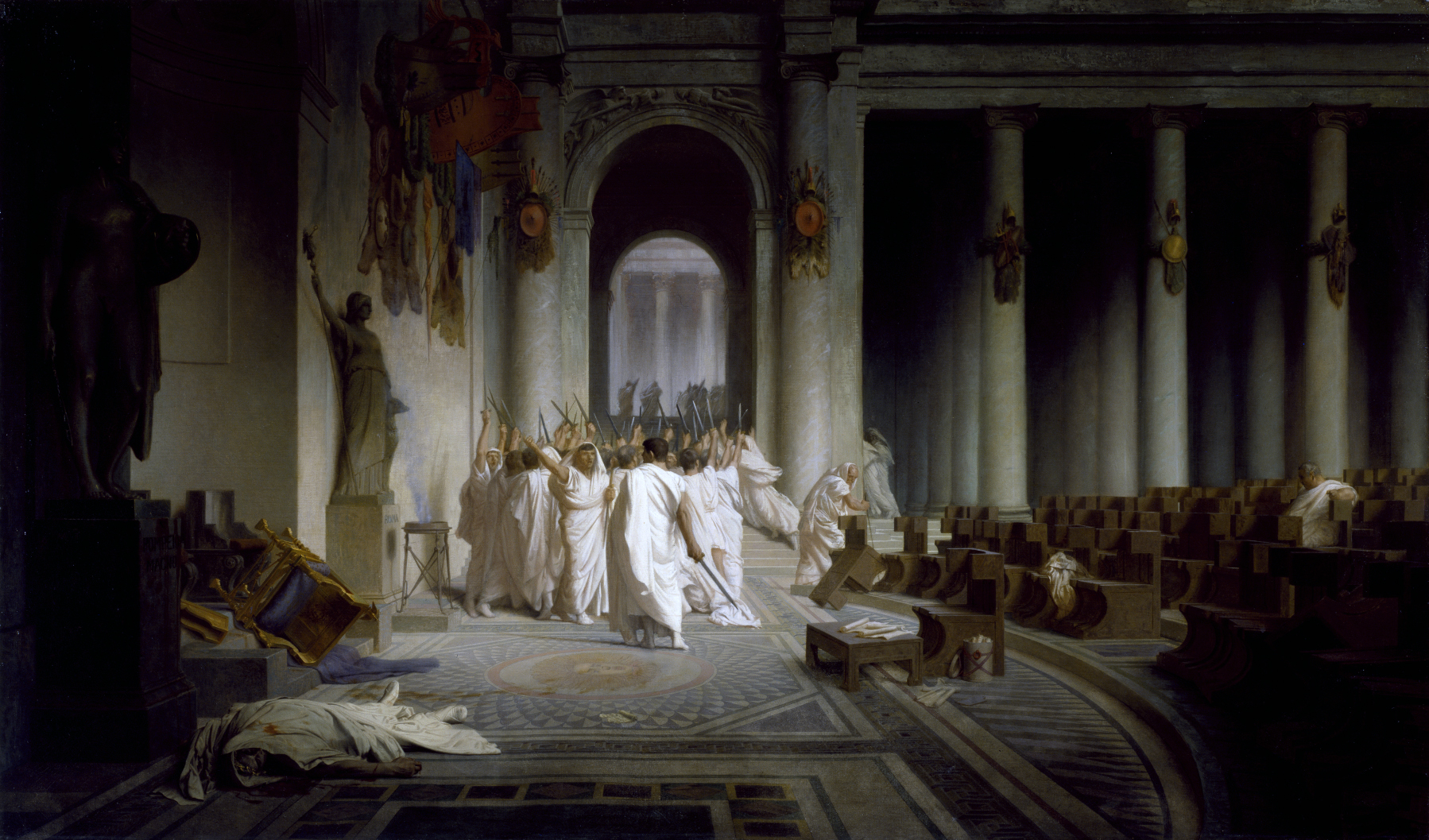
Cái chết của Caesar, bởi Jean-Léon Gérôme

Vào đầu năm 44 TCN, khi mà danh tiếng của Caesar không ngừng tăng và hố ngăn cách giữa ông và giới quý tộc ngày càng sâu, ông được nhận tước vị Dictator Perpetuus, đảm bảo vị trí độc tài thống lãnh tối cao cho tới khi chết. Danh hiệu này bắt đầu xuất hiện trên các đồng tiền, đặt Caesar lên trên tất cả. Vài người bắt đầu gọi Caesar là Rex (vua) nhưng Caesar từ chối tiếp nhận danh hiệu "Rem Publicam sum!" (Ta là nền cộng hòa!). Ở đền thờ mới của Venus, khi một phái đoàn Nguyên lão đến, Caesar từ chối đứng lên chào mừng họ. Mặc dù người ta tin rằng khi đó Caesar đang bị tiêu chảy (một triệu chứng của bệnh động kinh của ông), các Nguyên lão cảm thấy bị sỉ nhục ghê gớm. Thấy sai lầm của mình, Caesar tìm cách xoa dịu các Nguyên lão bằng cách chìa cổ cho những người bạn của ông và đề nghị nếu ai cần thì cứ chặt nó đi. Nhưng mọi chuyện xem rằng đã quá muộn, các âm mưu ám sát ông bắt đầu.
Brutus bắt đầu mưu tính chống đối Caesar cùng với những người bạn của ông ta, anh rể của ông là Gaius Cassius Longinus và vài người khác nữa, họ tự gọi mình là những "người giải phóng" (Liberatores). Hai ngày trước vụ mưu sát, Cassius Longinus cùng với những người đồng mưu cùng nói nếu ai để lộ âm mưu người đó sẽ tự sát.
Vào ngày 15 tháng 3 (Idus Martiae) năm 44 TCN, một nhóm các Nguyên lão gọi Caesar đến để đọc đơn thỉnh cầu ông giao trả quyền lực cho Viện Nguyên lão. Lá đơn này là giả mạo; Mark Antony cảm thấy nghi ngờ một kẻ trong nhóm Liberatores tên là Servilius Casca, và cảm thấy lo lắng tột độ khi nghe tin Caesar đi lại không có vệ sĩ như mọi khi, đến gặp một nhóm các nguyên lão; ông vội vàng đi chặn Caesar lại. Nhưng đã quá muộn, khi đi qua Nhà hát Pompey, Caesar bị một nhóm các Nguyên lão chặn lại và dẫn ông vào một căn phòng ở cửa Đông.
Khi Caesar đang đọc lá đơn giả mạo, Servilius Casca tiến lại giật áo choàng của Caesar và sượt tay qua cổ ông. Caesar quay lại và nắm lấy cằm của Casca la to bằng tiếng Latin: "Tên khốn Casca, ngươi đang làm gì đó?" Casca hoảng sợ, kêu những Nguyên lão đồng mưu bằng tiếng Hy Lạp: "Anh em làm ơn giúp đỡ!" (αδελφοι βοήθει!, adelphoi boethei!). Ngay lập tức, toàn bộ nhóm nguyên lão, kể cả Brutus, xông lên tấn công Caesar. Caesar tìm cách thoát thân, nhưng mờ mắt vì máu và vì cái áo choàng quá dài, Caesar vấp ngã. Rốt cục những kẻ ám sát chỉ giết được ông khi ông ngã xuống và không thể chống cự trên bậc thềm của cánh cổng. Theo Eutropous, có hơn 60 người tham gia vào âm mưu giết ông và Caesar đã bị đâm tổng cộng 23 nhát.
Điều cuối cùng Caesar nói là gì? Điều này còn đang được tranh cãi. Trong tác phẩm Julius Caesar, William Shakespeare viết rằng câu cuối cùng Caesar nói là: Et tu, Brute? ("Kể cả anh sao, Brutus?"). Nhưng đó là sáng tạo của Shakespeare. Nhà sử học La Mã Suetonius ghi lại rằng những lời cuối của Caesar bằng tiếng Hy Lạp là "καί σύ τέκνον" - "Kài sú, Teknon?" ("Cả con nữa à?"). Nhưng hầu hết người La Mã tin rằng ông đã nói câu cuối cùng bằng tiếng Latin: "Tu qouque, Brute, fili mihi?" - "Cả ngươi nữa sao, Brutus, con trai của ta?" Plutarch cho rằng ông không nói gì cả, chỉ kéo áo dài lên đầu khi nhìn thấy Brutus trong đám người ám sát.
Sau cuộc ám sát, các Nguyên lão ra khỏi tòa nhà và nói chuyện với nhau một cách đầy kích động. Brutus còn la to: "Nhân dân La Mã, một lần nữa chúng ta lại tự do!" Nhưng mọi việc chưa dừng lại ở đó, cái chết của Caesar khởi đầu cho cuộc nội chiến mà trong đó Mark Antony, Octavian (sau là Caesar Augustus) và những người khác đánh nhau vì cả mục đích báo thù lẫn quyền lực.

### La Mã sau khi Caesar bị ám sát
Cái chết của Caesar, mỉa mai thay, đã đánh dấu sự sụp đổ của Cộng hòa La Mã - cái mà vì muốn bảo vệ nên những người kia đã giết ông. Caesar đã luôn luôn được dân chúng La Mã thuộc các tầng lớp trung lưu và hạ lưu ngưỡng mộ. Họ đã nổi giận vì một nhóm nhỏ các quý tộc đã giết hại vị chủ soái vô địch của mình. Mark Antony đã kêu gọi đám đông báo thù. Antony đã dùng sự thương tiếc của đám đông để đe dọa tấn công trực tiếp vào phe quý tộc, và có lẽ còn muốn đoạt lấy La Mã về mình nữa. Nhưng Caesar đã chọn người thừa kế duy nhất là Octavianus, không chỉ đưa ông ta trở thành một trong những công dân giàu có nhất của La Mã, mà còn để lại cho ông ta cái tên Caesar đầy quyền lực. Không chỉ vậy, Octavianus - người con của Caesar vĩ đại - còn được thừa hưởng lòng trung thành của phần lớn nhân dân La Mã. Khi Caesar chết, Octavianus mới 19 tuổi nhưng đã tỏ ra là người khá nguy hiểm. Trong khi Antony đấu với Decimus Brutus trong vòng đầu tiên của các cuộc nội chiến mới, thì Octavianus củng cố vị trí của mình.
Để đấu với Brutus và Cassius đang tập trung quân ở Hy Lạp, Antony cần cả tiền từ các két sắt chiến tranh của Caesar lẫn tính hợp pháp mà cái tên của Caesar có thể mang lại trong các chiến dịch chống lại hai người kia; thế là Chế độ tam hùng mới được thành lập - chế độ thứ hai và cuối cùng - với các thành viên Antony, Octavianus và vị tướng kỵ binh trung thành của Caesar là Lepidus. Chế độ tam hùng thứ hai đặt Caesar lên vị trí thần thánh: Divus Iulius – và do thấy rằng lòng khoan dung của Caesar đã dẫn đến cái chết của ông, họ đã sử dụng lại hình thức Đặt ra ngoài vòng pháp luật (đã bị bãi bõ từ thời Sulla) để trừng phạt các kẻ thù trên diện rộng, nhằm mục đích tích lũy được nguồn tài chính dành cho cuộc nội chiến thứ hai chống lại Brutus và Cassius. Kết quả là phe Tam hùng đã đánh bại Brutus và Cassius tại Philipi. Sau khi thắng lợi Chế độ tam hùng thứ hai tan rã, một cuộc nội chiến khác bùng lên giữa phe Octavianus và phe Antony-Cleopatra với thắng lợi thuộc về Octavianus. Sau thắng lợi, Octavianus trở thành hoàng đế đầu tiên của La Mã dưới cái tên Caesar Augustus. Năm 42 TCN, Caesar được thánh hóa với tên Divus Iulius (Thần thiêng Julius), còn Augustus thì trở thành Divi filius (Con của một vị thần).

## Sự nghiệp văn chương

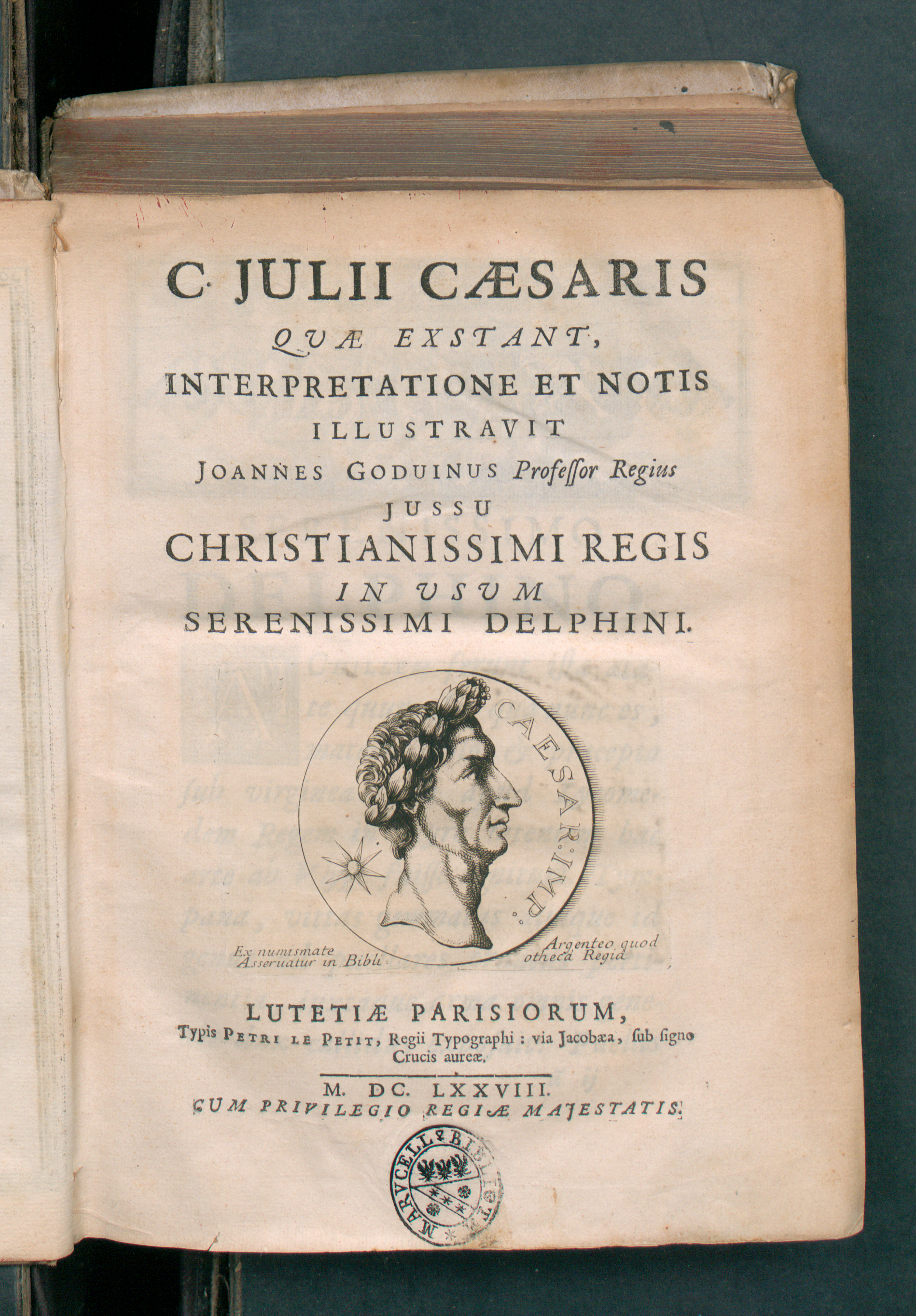
C. Julii Caesaris quae extant, 1678

Caesar rất thường viết các tác phẩm văn học quân sự. Ông xem nó như là một cách để tăng sự ủng hộ của dân chúng thành La Mã dành cho ông. Và dường như cách nghĩ này của ông đã đúng. Danh tiếng lẫy lừng, nhờ đó Caesar thường không viết rõ những sai lầm mà ông gây ra trong cuộc chinh phạt man rợ Gaule. Dù là một thiên tài quân sự, như Caesar, cũng như nhiều danh tướng xuất sắc khác, luôn phải do dự trước vết nhơ của chiến tranh.
Các tác phẩm quân sự sau là các tác phẩm còn lưu lại được của ông.

### Hồi ký
- Commentarii de Bello Gallico (Hồi ký về cuộc chinh phạt xứ Gaule và Britannia)
- Commentarii de Bello Civili (Hồi ký về cuộc nội chiến - kết thúc ở cái chết của Pompey)

Các tác phẩm sau đây được tin là của ông:
- De Bello Alexandrino (Chiến dịch Alexandria)
- De Bello Africo (Chiến dịch Bắc Phi)
- De Bello Hispaniensis (Chiến dịch ở bán đảo Iberia)

## Di sản

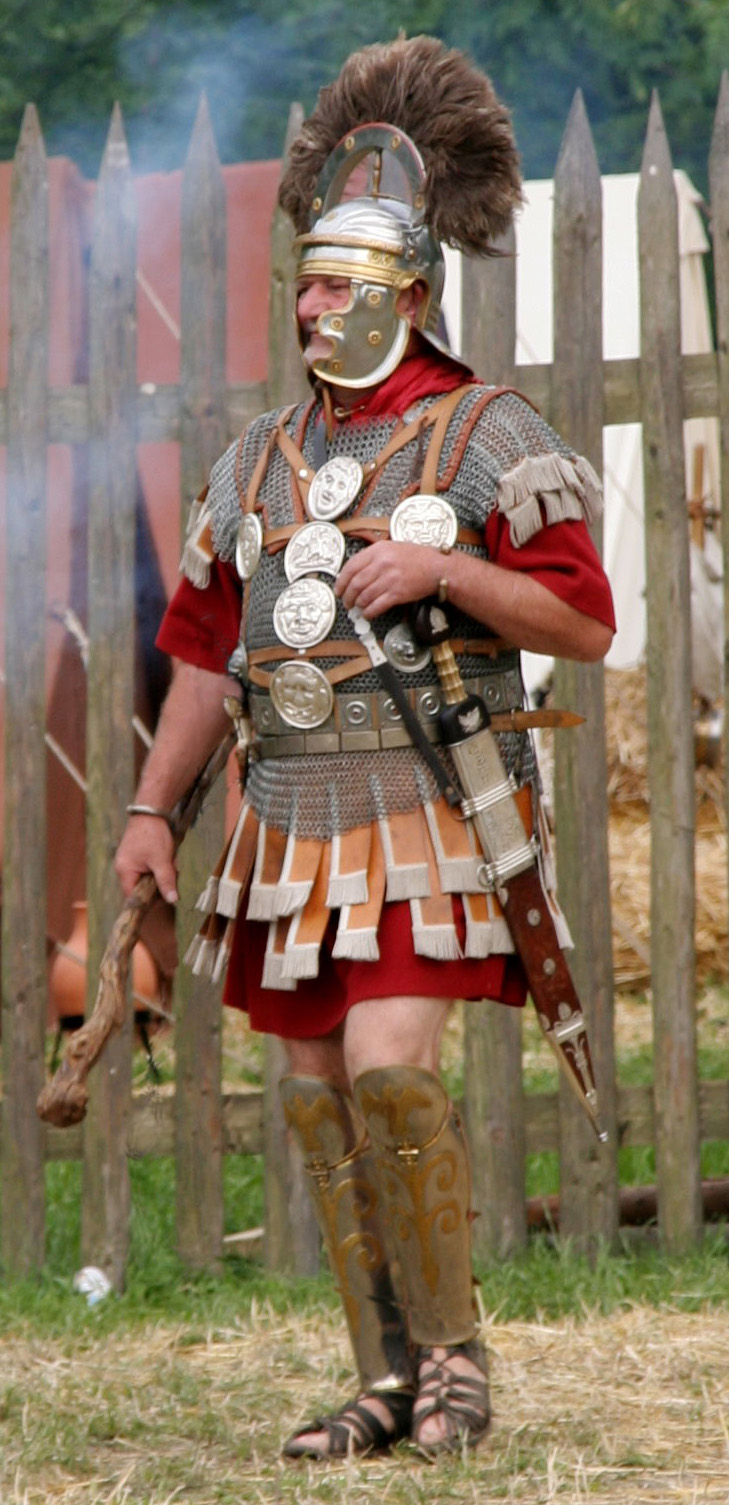
Lính viễn chinh Lê dương La Mã xuất hiện sau cải cách quân sự của danh tướng Gaius Marius, và trở thành linh hồn của Quân đội La Mã. Ở thời của Caesar, binh lính của ông giàu kinh nghiệm nhất và thiện chiến nhất La Mã, và đặc biệt họ rất trung thành với ông. Trong hình là mô phỏng một Sĩ quan Đại đội trưởng Centurion.

Với sự nghiệp quân sự rất thành công, Julius Caesar trở thành một trong những vị Đại Danh tướng (Great Captains) lịch sử, cùng với Alexandros Đại đế, Hannibal, Gustav II Adolf, Karl XII, Friedrich II Đại Đế và Napoléon. Mặc dù ông không bách chiến bách thắng, ông cũng đã từng thất bại lớn trong nhiều trận đánh, như trận Gergovia (trong cuộc chinh phạt xứ Gaule), Trận Dyrrhachium (trong cuộc Nội chiến), thế nhưng khả năng, mưu lược tài tình của ông vẫn ngời sáng qua sự xây đắp thành lũy bao vây ở Alesia trong cuộc chiến xứ Gaule, chiến thắng đội quân đông đảo hơn rất nhiều của Pompey ở Pharsalus, và sự tận diệt đội quân của vua Pharnaces xứ Pontos trong trận đánh tại Zela. Vua Friedrich II Đại đế đam mê đọc những Hồi ký của Caesar, Hoàng đế Napoléon cũng đọc đi đọc lại những tác phẩm của vị kiệt tướng La Mã này. Bộ trưởng Tài chính Hoa Kỳ Alexander Hamilton ca ngợi ông là "nhân vật kiệt xuất nhất xưa nay". Còn nhà lý luận quân sự Đức vĩ đại Carl von Clausewitz có viết:
| “               | Một cảm xúc mạnh mẽ phải kích thích tài năng của chỉ huy quân sự, có thể là tham vọng như đối với Caesar... | ” |
| — Julius Caesar | |   |

Một phần do ông đến với các vấn đề quân sự quá trễ trong đường đời, một phần do bản chất ông, ông không giỏi chiến lược và chiến thuật bằng hai danh tướng cổ đại Alexandros Đại đế và Hannibal, nhưng ông cũng có đủ những tài năng khác của hai danh nhân này để trở thành một lãnh đạo quân sự vĩ đại. Không những thế, ông thậm chí còn hơn cả hai người này và có lẽ bất kỳ một vị tướng soái nào trong lịch sử trong việc truyền cảm ba quân xung phong một khi tình thế không có lợi. Và ông cũng là vị Đại Danh tướng duy nhất tự dạy binh cách cho mình.
Ông có thể gặt hái chiến thắng dưới bất kỳ địa hình, thời tiết nào, có thể phần lớn là nhờ vào tính kỷ luật cao của binh lính ông, khả năng điều khiển tuyệt vời, và sự trung thành của các chiến binh dành cho ông. Kỵ binh và bộ binh của ông là tinh nhuệ nhất (của Cộng hòa La Mã thời đó), và ông sử dụng rất nhiều các thiết bị chiến tranh của La Mã như máy bắn đá, máy bắn tên và nhiều mặt khác nữa, điều mà khiến cho lực lượng của ông trở nên cực kỳ thiện chiến, kỷ luật và di chuyển rất nhanh (một vài tài liệu chép rằng lực lượng của Caesar có thể di chuyển tới hơn 40 dặm trong vòng một ngày). Lực lượng của ông ước có khoảng hơn 4 vạn Bộ binh và rất nhiều Kỵ binh, cùng với một số đơn vị chuyên dụng khác như là các máy móc chiến tranh, phu phục vụ. Sự linh động của Caesar là một yếu tố quan trọng khiến cho tên tuổi của ông trở thành bất hủ, cũng giống như Alexandros Đại đế và Friedrich II Đại đế.
Caesar kể trong bản hồi ký của ông rằng một số làng của người Gaule được xây dựng trên dốc thẳng đứng và rất vững chắc, sẽ thiệt hại rất lớn nếu muốn tấn công những khu làng kiểu này, nhưng các máy móc và kỹ sư của ông có thể đào qua các lớp đá cứng và tìm ra nguồn cung cấp nước cho các làng đó, và ông ngắt nó đi. Ngôi làng thiếu nước cung cấp, đầu hàng hầu như sau đó ngay lập tức.
| “                            | ...Nếu kẻ thù của các Ngươi ngăn ngừa các Ngươi vượt sông, thì hãy làm theo Caesar... chọn một khoảng xa và dễ để lập kế hoạch vượt sông. | ” |
| — Friedrich II Đại đế (1747) | |   |

## Gia đình
Cha mẹ
- Cha: Gaius Julius Caesar già
- Mẹ: Aurelia Cotta

Chị em

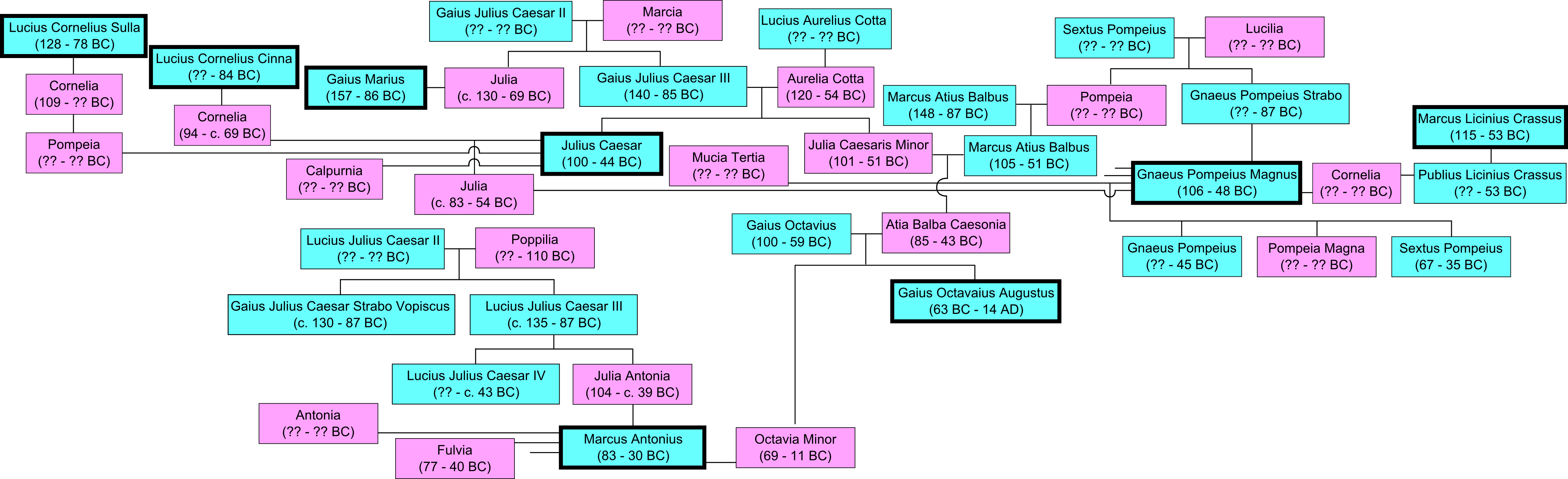
Phả hệ những nhân vật được nhắc đến trong lịch sử thuộc dòng dõi Julius-Claudius, màu xanh ngọc là nam còn màu hồng là nữ. Những nhân vật liên quan trực tiếp trong sự nghiệp của Caesar được tô đậm.

- Julia Caesaris "Maior" (chị gái lớn)
- Julia Caesaris "Minor" (chị gái thứ hai) - bà ngoại của Augustus

Vợ
Caesar không cưới nhiều vợ một lúc, ông chỉ có một vợ vào một thời điểm, thứ tự này biểu thị thứ tự trước sau không phải thứ tự chánh lẽ:
- Đầu tiên là Cornelia Cinna nhỏ
- Thứ hai là Pompeia Sulla
- Thứ ba là Calpurnia Pisonis

Con
- Julia (với Cornelia Cinnilla)
- Có thể là Caesarion (với Cleopatra)
- Marcus Junius Brutus (có thể là con riêng của Caesar với Servilla Caepionis)
- Con nuôi và người thừa kế Gaius Julius Caesar Octavianus (quan hệ chú cháu)

Cháu
- Cháu ngoại, con của Julia và Gnaeus Pompeius Magnus, chết sau khi sinh ít lâu, không có tên.
- Julius Sabinus một người Gaule vùng Lingones, tuyên bố mình là cháu của Caesar do bà của anh ta là người tình của Caesar trong thời kỳ Chiến tranh Gallic[87]

## Tình nhân

### Khác giới
- Cleopatra VII của Ai Cập
- Servilla Caepionis, mẹ của Brutus
- Eunoë, nữ hoàng của xứ Mauretania và vợ của Bogudes

### Đồng giới (theo tin đồn)
- Nicomedes IV xứ Bithynia
- Octavian (theo lời buộc tội của Mark Antony; nhưng có lẽ đây là một lời vu khống)

Xã hội La Mã không chú ý lắm đền vấn đề này. Thật vậy, họ không đếm xỉa tới vấn đề giới trong các quan hệ kiểu trên. Bên cạnh đó, từng có lời kể rằng một số người lính đã từng chế giễu Caesar bằng cách hát các câu có nội dung giống như sau: 
Caesar đã chinh phục xứ Gaule; nhưng Nicomedes đã chinh phục Caesar mất rồi.
Hoặc là:
Bây giờ Caesar làm lễ diễu binh chiến thắng, vì Ngài chinh phạt xứ Gaul. Nicomedes không thắng trận, dù Ngài chinh phạt Caesar.
Có tin đồn rằng Caesar và Nicomedes từng có mối quan hệ đồng giới khi ông mới bắt đầu sự nghiệp của mình. Theo Cicero, Bibulus, Gaius Memmius, từng có một số chính khách tìm cách hạ nhục Caesar bằng cách lôi chuyện này ra. Đây có thể chỉ là những đòn tung hỏa mù sau khi ông bị ám sát. Caesar, theo Cassius Dio, đã phủ nhận nó bằng cách tuyên thệ. Ông vốn nhạy cảm với những chuyện như thế, và thực chất ông là người mê gái.

## Danh hiệu
- Divus – Thần linh (sau khi chết)
- Pater Patriae – Quốc phụ (Người cha của Tổ quốc)
- Pontifex Maximus – Đại Giáo chủ
- Corona Civica — Civic Crown

Ngay tên của Caesar cũng là một danh hiệu mà nhiều vị Hoàng đế sau này thường dùng để làm niên hiệu (tiếng Đức: Kaisar; các tiếng gốc Slav: Tsar/Czar). Mãi đến sau Chiến tranh thế giới lần thứ nhất mới hết các Vương triều sử dụng tên ông làm Đế hiệu. Tên của ông khi ông còn sống, cũng chỉ thông thường như mọi tên khác, nhưng nó đã trở thành một Đế hiệu khi ông chết đi.